# Acemanano

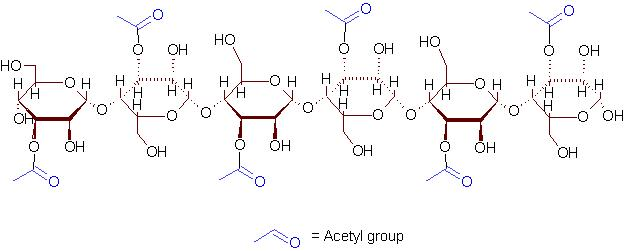
Acemanano

El acemanano es un mucopolisacárido de isómero D que se encuentra en las hojas de Aloe vera. Se sabe que este compuesto tiene propiedades inmunoestimulantes, antivirales, antineoplásicas y gastrointestinales. Es un potente estimulador de los glóbulos blancos y tiene efectos muy beneficiosos sobre el aparato digestivo.

## Propiedades inmunoestimulantes
El acemanano ha demostrado inducir a los macrófagos a secretar interferón (INF), factor-α de necrosis tumoral (TNF-α) e interleucinas (IL-1), por lo tanto, podría ayudar a prevenir o abrogar la infección viral. Estas tres citocinas son conocidas por causar inflamación y el interferón se libera en respuesta a infecciones virales. Los estudios in vitro han demostrado también que el acemanano puede inhibir la replicación del VIH, sin embargo, los estudios in vivo no han sido concluyentes.
El acemanano se utiliza actualmente para el tratamiento y el manejo clínico del fibrosarcoma en perros y gatos.[cita requerida] Se ha demostrado que la administración de acemanano aumenta la necrosis tumoral y prolonga la supervivencia del huésped. Los animales han demostrado infiltración linfoide y encapsulación.
Estudios han demostrado que el compuesto tiene LD50 >80 mg/kg y LC50 >5,000 mg/Kg IV.

## Consumo
La forma de ingerir acemanano es mediante la toma de jugo o zumo de ''Aloe vera'' natural prensado en frío, no basado en extracto ni liofilizado.